# Lobobunaea melanoneura
Lobobunaea melanoneura är en fjärilsart som beskrevs av Rothschild 1907. Lobobunaea melanoneura ingår i släktet Lobobunaea och familjen påfågelsspinnare. Inga underarter finns listade i Catalogue of Life.